# Don Dixon (musicien)
Pour les articles homonymes, voir Don Dixon et Dixon.
Don Dixon est un musicien américain né en 1950. Il est surtout connu pour avoir produit les premiers albums de R.E.M..
Il commence sa carrière musicale en tant que bassiste du groupe Arrogance au début des années 1970. Il devient producteur après la séparation du groupe et sera un des piliers de la scène rock alternative du sud-est des États-Unis du début des années 1980.
Outre R.E.M, il produit The Smithereens, Richard Barone, Guadalcanal Diary et son épouse Marti Jones.
En parallèle, il continue d'enregistrer des albums solos.

## Discographie albums produits
- Astropuppees
  - You Win the Bride (1996)
- Richard Barone
  - Primal Dream (1990)
- Guadalcanal Diary
  - Walking in the Shadow of the Big Man (1985)
  - Flip-Flop (1989)
- Marti Jones
  - Match Game (1986)
  - Used Guitars (1988)
  - Any Kind of Lie (1990)
- Let's Active
  - Cypress (1984)
- R.E.M.
  - Murmur (1983)
  - Reckoning (1984)
- The Smithereens
  - Green Thoughts (1988)
  - A Date with the Smithereens (1994)
- Wednesday Week
  - What We Had (1986)

## Discographie en solo
- Most Of The Girls Like To Dance But Only Some Of The Boys Like To, (1985)
- E.E.E., (1989)
- Chi-Town Budget Show, (1989)